# Comuna Hai, Kremeneț
Hai (în ucraineană Гаі) este o comună în raionul Kremeneț, regiunea Ternopil, Ucraina, formată din satele Dibrova, Hai (reședința), Hrada și Kimnatka.

## Demografie
Componența lingvistică a comunei Hai
     Ucraineană (99,49%)
     Alte limbi (0,4%)
Conform recensământului din 2001, majoritatea populației comunei Hai era vorbitoare de ucraineană (99,49%), existând în minoritate și vorbitori de alte limbi.